# Jan Ullrich
Jan Ullrich (* 2. Dezember 1973 in Rostock) ist ein ehemaliger deutscher Radrennfahrer.
Als erster und bisher einziger Deutscher gewann Ullrich 1997 die Tour de France, die er zudem fünfmal als Zweiter beendete. Er gewann bei den Olympischen Spielen 2000 die Goldmedaille im Straßenrennen und die Silbermedaille im Einzelzeitfahren. Er war Sieger der Vuelta a España 1999 und wurde zweimal Weltmeister im Einzelzeitfahren.
Aufgrund seiner Verwicklung in den spanischen Dopingskandal „Fuentes“ wurde er von der Tour de France 2006 ausgeschlossen und sein Vertrag fristlos gekündigt. Im Jahr darauf beendete Ullrich seine Sportkarriere. Nach jahrelangen Verfahren sprach der Internationale Sportgerichtshof (CAS) Ullrich 2012 in letzter Instanz des Dopings schuldig und annullierte seine Erfolge seit dem 1. Mai 2005. Im November 2023 räumte Ullrich erstmals öffentlich ein, von 1996 bis 2006 gedopt zu haben.

## Leben und sportliche Laufbahn

### Jugend und Amateurzeit
Jan Ullrich wurde als zweites Kind des Betonarbeiters Werner Ullrich und seiner Frau Marianne, geb. Kaatz, in Rostock geboren. Er wuchs mit zwei Brüdern (Stefan und Thomas Ullrich) und einem Halbbruder (Felix Kaatz) in Biestow und Papendorf auf. Ullrichs Vater arbeitete zunächst in einem Rostocker Plattenwerk und war seit 1973 als Soldat der Nationalen Volksarmee bei den Landtruppen in Rostock stationiert. Marianne Ullrich studierte Landwirtschaftswissenschaften an der Universität Rostock, hatte ihr Studium mit einer Diplomarbeit über die Wirkung von Getreideblattläusen abgeschlossen und arbeitete als Kellnerin in einem Biestower Gasthof. Ullrichs Eltern trennten sich 1979. Sein Vater gründete noch in Rostock eine neue Familie und zog nach der Wende nach Bad Schwartau, der Kontakt zu seinem Sohn riss ab. Ullrich kam bereits in seiner frühen Kindheit mit dem Radsport in Berührung. Als Neunjähriger gewann er sein erstes Schulrennen und 1983 sein erstes Rennen für die SG Dynamo Rostock, wo Peter Sager sein Trainer war, auf einem geliehenen Rad in Turnschuhen. 1985 siegte er in einem Radrennen in Warnemünde und bei einem Querfeldeinrennen durch den Wald am „Sonnenberg“ in Parchim. Ullrich wurde durch das DDR-Leistungssportsystem gefördert und kam nach Spartakiade-Siegen 1986 mit 13 Jahren (nachdem er kurz zuvor seinen späteren Trainer Peter Becker kennen gelernt hatte) auf die Kinder- und Jugendsportschule (KJS) des SC Dynamo Berlin. Dazu trugen auch einige seiner physiologischen Voraussetzungen bei: er hatte einen Ruhepuls von 36 Schlägen und ein Lungenvolumen von annähernd sechs Litern. Rudy Pevenage sagte später über Ullrichs besondere körperliche Eignung für den Radsport: „Das ist einer, den man eigentlich nur am Computer kreieren kann.“ 1987 wurde Ullrich DDR-Schülermeister im Bahnvierer und 1988 DDR-Jugendmeister im Straßenradfahren in der Klasse Jugend B, 1990 DDR-Jugendmeister im Punktefahren.
Nach der Wende nahm ihn sein Trainer Peter Becker, der als „väterlicher Freund“ Ullrichs beschrieben wurde, 1992 wie auch André Korff mit nach Hamburg zur Radsport-Gemeinschaft (RG) Hamburg. Im Oktober 1992 stieg Ulrich mit der RG Hamburg in die Radsport-Bundesliga auf. Zeitweise trug die Mannschaft den Namen des Unternehmens Panasonic. Geleitet wurde sie von Wolfgang Strohband, der später Ullrichs Berater und Manager war. Ullrich, der bis 1994 bei der RG Hamburg blieb, lebte während dieser Zeit im Susebekweg im Stadtteil Hummelsbüttel in einer Wohngemeinschaft mit Korff und Ralf Grabsch. 1992 siegte Ullrich unter anderem bei den Norddeutschen Straßen-Meisterschaften der Amateure. Später wurde Ullrich Ehrenmitglied der RG Hamburg. Eine Ausbildung zum Industriemechaniker brachte er nicht zum Abschluss.
Im Jahr darauf gewann der 19-jährige Ullrich die Straßen-Weltmeisterschaft der Amateure in Oslo. Trotz des WM-Erfolgs blieb das Interesse von Unternehmen an Ullrich zunächst gering, seine RG Hamburg musste nach dem Ausstieg von Hauptgeldgeber Panasonic deutliche finanzielle Einbußen hinnehmen. Ullrich wurde zum deutschen Radsportler des Jahres 1993 gewählt, gewann in diesem Jahr den Gesamt-Weltcup der Amateure und die Rad-Bundesliga. Rundfahrtsiege erzielte Ullrich 1993 bei der tschechischen Tour de Bohemia und dem Pacific Power Commonwealth Bank Cycle Classic (Australien).
Ullrich belegte den dritten Platz bei der erstmals ausgetragenen, sowohl für Amateure wie Profis offenen Zeitfahrweltmeisterschaft 1994 und gewann erneut die Rad-Bundesliga. Er siegte u. a. bei Etappen der Rapport Toer, wo er auch die Sprintwertung gewann, der Niedersachsen-Rundfahrt, der Pacific Power Commonwealth Bank Cycle Classic (Australien) und der Tour o’Hawaii. 1994 gewann er die Brügelmann-Champion-Wertung, eine Jahreswertung für Amateure des Bundes Deutscher Radfahrer (BDR).
Nach diesen Erfolgen wurde er vom Team Telekom unter Vertrag genommen und zog zu seiner Freundin nach Merdingen in Südbaden, wo er bis 2002 lebte. Dort wurde eine Straße nach ihm benannt.

### Aufstieg 1996–1999

Ullrich bei der Tour de France 1997 auf einer Briefmarke aus Uruguay, Ausgabetag 19. November 1997

Bei seiner ersten Tour de France im Jahr 1996 war Ullrich Edelhelfer seines Mannschaftskollegen Bjarne Riis, der die Gesamtwertung gewann. Auf der 17. Etappe rückte Ullrich auf den zweiten Platz im Gesamtstand vor, den er bis zum Ende der Rundfahrt verteidigte. Durch seine Helferdienste trug er zu Riis’ Gesamtsieg bei und gewann das letzte Einzelzeitfahren der Rundfahrt deutlich, als er Vorjahressieger Miguel Indurain um 56 Sekunden auf den zweiten Platz verwies. Seinem dänischen Mannschaftskollegen Riis nahm Ullrich in dem Zeitfahren zwei Minuten und 18 Sekunden ab, der Däne blieb aber in der Gesamtwertung vorn. Außerdem gewann Ullrich die Nachwuchswertung. Sein Berater Wolfgang Strohband handelte für Ullrich noch während der Tour de France eine Vertragsverlängerung mit dem Team Telekom aus. Riis gab im Mai 2007 bekannt, die Tour de France 1996 mit unerlaubten Mitteln gewonnen zu haben. Ullrich wurde ebenso vorgeworfen, zu dieser Zeit gedopt zu haben, was er allerdings bestritt. Kritiker werfen Ullrich aber aufgrund der inzwischen belegten Lügen im Zusammenhang mit dem Fuentes-Skandal Unglaubwürdigkeit vor. Im Jahr 2023 erklärte Ulrich, dass er im Jahr 1996 mit dem Doping begonnen hatte.

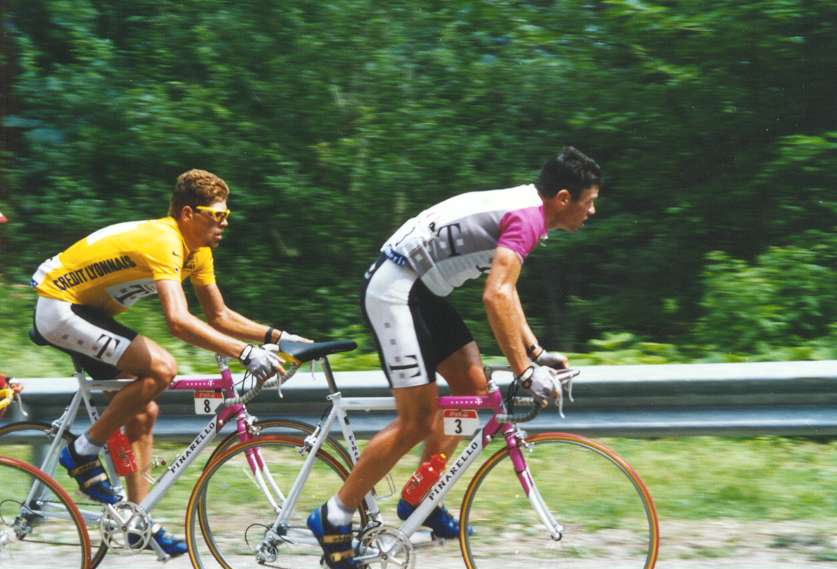
Udo Bölts führt Ullrich bei der Tour de France 1997 über die Vogesen.

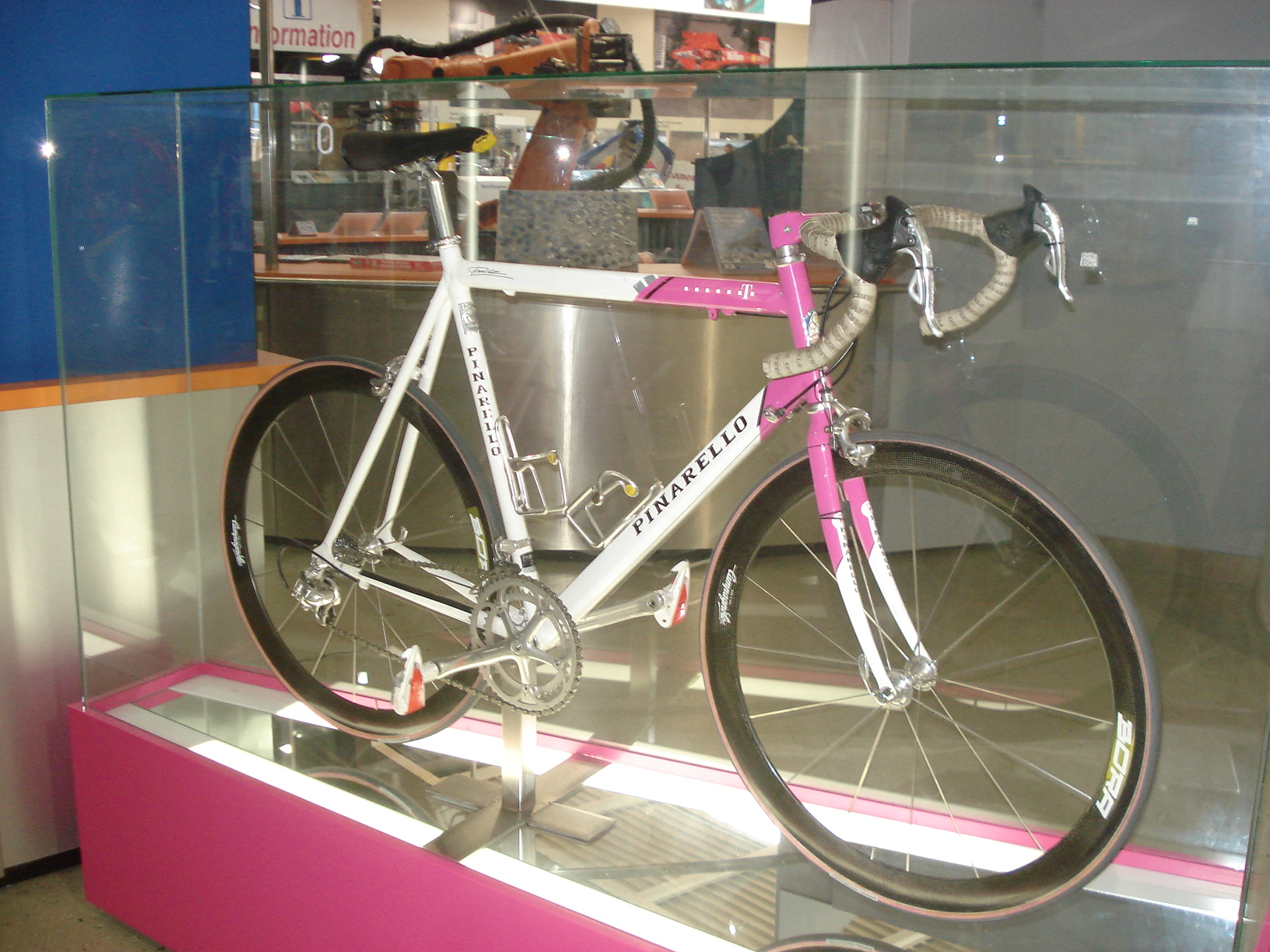
Ullrichs Rennrad von 1997

Die Tour de France 1997 begann Ullrich ebenfalls als Helfer seines Kapitäns Riis. Er wurde beim Prolog Zweiter, auf der neunten Etappe lag Ullrich 27 Sekunden vor seinem Kapitän. Der Däne ging als Vierter, der Deutsche als Zweiter der Gesamtwertung in die zehnte Etappe nach Arcalis (Andorra). Ullrich blieb der ihm zugedachten Aufgabe als Edelhelfer des Titelverteidigers weiter treu. Während des Schlussanstiegs kam es zum Rollentausch: Ullrich und Riis waren beide in der Spitzengruppe vertreten, wobei der Deutsche einer der Fahrer war, die die Geschwindigkeit der Gruppe bestimmten. Er zeigte sich in besserer Verfassung als Riis. Als ihm der Däne zu verstehen gab, angreifen zu dürfen, griff Ullrich an, gewann die Etappe und übernahm das Gelbe Trikot. In Deutschland löste er eine Art „Tourfieber“ aus. Die französische Sportzeitung L’Équipe reihte ihn mit der Schlagzeile „Voilà le Patron“ in die Größen der Radsportwelt ein, während die italienische Gazzetta dello Sport am nächsten Tag „Ullrich il Kaiser“ auf dem Titelblatt schrieb und ihm damit seinen in Italien gebräuchlichen Spitznamen gab. Ullrich gewann auch noch ungefährdet das Einzelzeitfahren, bei dem er den drei Minuten vor ihm ins Rennen gegangenen Gesamtzweiten Richard Virenque überholte, und schließlich, als erster Deutscher und mit 23 Jahren als einer der jüngsten Fahrer, die Gesamtwertung und damit auch zum zweiten Mal die Nachwuchswertung. An insgesamt 18 Tagen trug er das Gelbe Trikot des Spitzenreiters.
Das Hamburger Abendblatt ordnete Ullrichs Tour-de-France-Sieg mit den Worten ein: „Damit steht er jetzt in einer Reihe mit deutschen Sportgrößen wie Max Schmeling, Franz Beckenbauer, Boris Becker oder Michael Schumacher“. Sein Sieg machte Ullrich in Deutschland innerhalb kürzester Zeit zum beliebtesten aktiven Sportler; er wurde 1997 zum Sportler des Jahres gewählt. Ullrich wurde zugeschrieben, durch den Sieg den Radsport in Deutschland verändert zu haben. Manfred Böhmer, damaliger Vorsitzender des Bundes Deutscher Radfahrer sagte, er erwarte im Radsport „einen ähnlichen Boom wie 1985 im Tennis, als Boris Becker erstmals Wimbledon gewann“. Allerdings konnte der neue Radstar die hohen Erwartungen der Öffentlichkeit in den nächsten Jahren nicht erfüllen.
Ab 1998 erlebte Ullrich regelmäßig ein schwaches Frühjahr, geprägt von schlechter körperlicher Verfassung, Übergewicht, Krankheiten und Verletzungen. Bei der Tour de France 1998 erlitt er auf der Königsetappe, der 14. Etappe von Grenoble nach Les Deux Alpes, einen Einbruch und verlor bei Regen und Kälte fast neun Minuten auf den Tagessieger Marco Pantani, der die Gesamtführung von Ullrich übernahm. Am Folgetag griff Ullrich Pantani an, gewann die Etappe vor dem zeitgleich ins Ziel kommenden Pantani. Beim Einzelzeitfahren am vorletzten Renntag nahm er Pantani 2:35 Minuten ab und schloss die Tour auf dem zweiten Rang hinter dem Italiener ab. Am 24. Juli 2013 gab der französische Senat bekannt, dass Pantani, Ullrich und 16 weitere Fahrer bei der Tour de France 1998 mit EPO gedopt waren.
Ullrich zog sich bei einem Sturz während der Deutschland Tour 1999 eine Knieverletzung zu, die in diesem Jahr seinen Start bei der Tour de France verhinderte. Im September 1999 gewann er die Vuelta a España, die er zwecks Formaufbau für die Weltmeisterschaft angetreten hatte. Sein Sieg auf der ersten Bergetappe der Spanienrundfahrt bedeutete seinen ersten Sieg seiner Profilaufbahn im Sprint. Ullrich errang wenige Wochen nach seinem Vuelta-Sieg bei der Weltmeisterschaft in Verona Gold im Zeitfahren.

### Ullrich und die Ära Armstrong 2000–2005
Bei der Tour de France 2000 traf Ullrich erstmals auf Lance Armstrong und wurde von ihm auf den zweiten Platz verwiesen. Wenige Wochen später gewann Ullrich das Straßenrennen der Olympischen Sommerspiele in Sydney und zudem Silber im Zeitfahren – vor Armstrong. Nach diesen Erfolgen übernahm Ullrich als erster Deutscher die Führung der UCI-Radsport-Weltrangliste.
Die Tour de France 2001 beendete er erneut auf dem zweiten Platz hinter Armstrong. Im Herbst desselben Jahres gewann Ullrich zum zweiten Mal die Zeitfahrweltmeisterschaft.
Im Frühjahr 2002 verursachte Ullrich in Freiburg unter Alkoholeinfluss einen nächtlichen Autounfall. Nur wenige Wochen später wurde er während eines Aufenthalts in einer Rehabilitationsklinik positiv auf Amphetamine getestet. Ullrich erklärte, von Unbekannten „Pillen“ in einer Diskothek angenommen zu haben. Er wurde für sechs Monate gesperrt. Nach späteren NADA/WADA-Codes wäre dies nicht der Fall gewesen, da Amphetamine als soziale Drogen nur noch im Wettkampf verboten sind.
Im selben Jahr wechselte Ullrich gemeinsam mit seinem Mentor Rudy Pevenage vom Team Telekom zum Team Coast. Das von einem mittelständischen Textilunternehmer gesponserte Team geriet im Frühjahr 2003 allerdings in Finanzschwierigkeiten und wurde vom Radsportweltverband UCI zweimal suspendiert. Schließlich konnte Teammanager Pevenage den bisherigen Co-Sponsor Bianchi überzeugen, das Radsportteam zu übernehmen.
Ab dem Jahr 2003 begann Ulrich eigenen Angaben zufolge mit Eigenblutdoping.

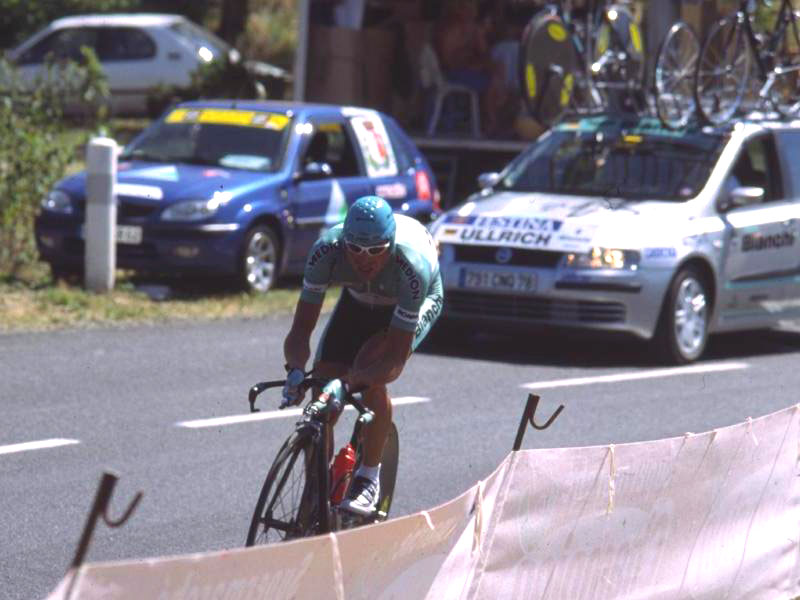
Ullrich während der 12. Etappe (Zeitfahren) der Tour de France 2003

Nach einigen guten Platzierungen bei der Deutschland Tour 2003 und der Tour de Suisse bestritt Ullrich schließlich im Trikot des Teams Bianchi seine sechste Tour de France, bei der er zunächst von einer Lebensmittelvergiftung geplagt wurde, seinen Rückstand in den Alpen aber begrenzen konnte. Am 18. Juli 2003 gewann Ullrich die 12. Etappe, das Einzelzeitfahren von Gaillac nach Cap’Découverte, mit über eineinhalb Minuten Vorsprung vor Lance Armstrong. Es war Ullrichs erster Etappensieg bei der Tour seit 1998. Obwohl Ullrich den Kampf um das Gelbe Trikot bis zum letzten Zeitfahren offen gestalten konnte, setzte sich Armstrong schließlich durch und feierte seinen fünften Tour-de-France-Sieg in Folge. Ullrich belegte trotz eines Sturzes im Zeitfahren mit 1:01 Minuten Rückstand ein fünftes Mal den zweiten Platz.
Nach der Tour de France 2003 wurde Ullrich von der Deutschen Olympischen Gesellschaft (DOG) mit der Fair-Play-Plakette des deutschen Sports ausgezeichnet, weil er einen Doppelsturz Armstrongs nicht zum Angriff ausgenutzt hatte, sondern mit verlangsamtem Tempo weiterfuhr, bis sein Kontrahent wieder aufgeschlossen hatte. Im Dezember 2003 wurde Ullrich von den deutschen Sportjournalisten zum zweiten Mal zum Sportler des Jahres gewählt.

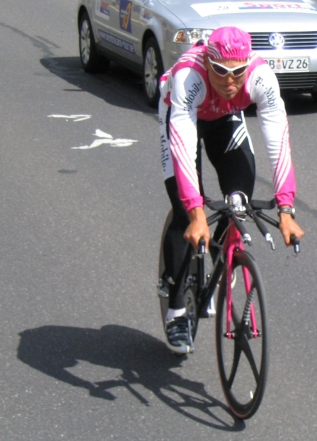
Ullrich bei der Deutschland Tour 2004

Wieder bei Telekom unter Vertrag, stieg Ullrich im Jahr 2004 zunächst bei dem Ardennenklassiker La Flèche Wallonne vorzeitig aus. Vier Wochen später kehrte er bei der Deutschland-Tour ins Renngeschehen zurück und wurde Zweiter der ersten Etappe, einem Einzelzeitfahren. Die Bergetappen beendete er in vorderen Rängen. Mitte Juni 2004 gewann Ullrich bei seiner achten Teilnahme schließlich erstmals die Tour de Suisse, bei der er auch die erste Etappe und das abschließende Zeitfahren für sich entscheiden konnte.
Ullrich ging im belgischen Lüttich als einer der Anwärter auf den Gesamtsieg der Tour de France 2004 an den Start, verlor jedoch schon im Prolog 15 Sekunden auf den Titelverteidiger Lance Armstrong. Durch eine Erkältung verlor Ullrich auf den beiden Pyrenäen-Bergetappen weitere fünf Minuten und damit jede Chance auf den Gesamtsieg. Nach seinem Einsatz in der letzten Woche in den Alpen und bei den beiden verbliebenen Zeitfahren, in denen er sich jeweils nur Armstrong geschlagen geben musste, erreichte er in der Gesamtwertung noch den vierten Platz.
Bei den Olympischen Spielen 2004 in Athen trat Ullrich beim Straßenrennen als Gewinner von 2000 mit dem Ziel an, seine zweite Goldmedaille zu gewinnen. Der Kurs in der Innenstadt von Athen endete mit dem Sieg von Paolo Bettini. Im Einzelzeitfahren wurde Ullrich nur Siebter.

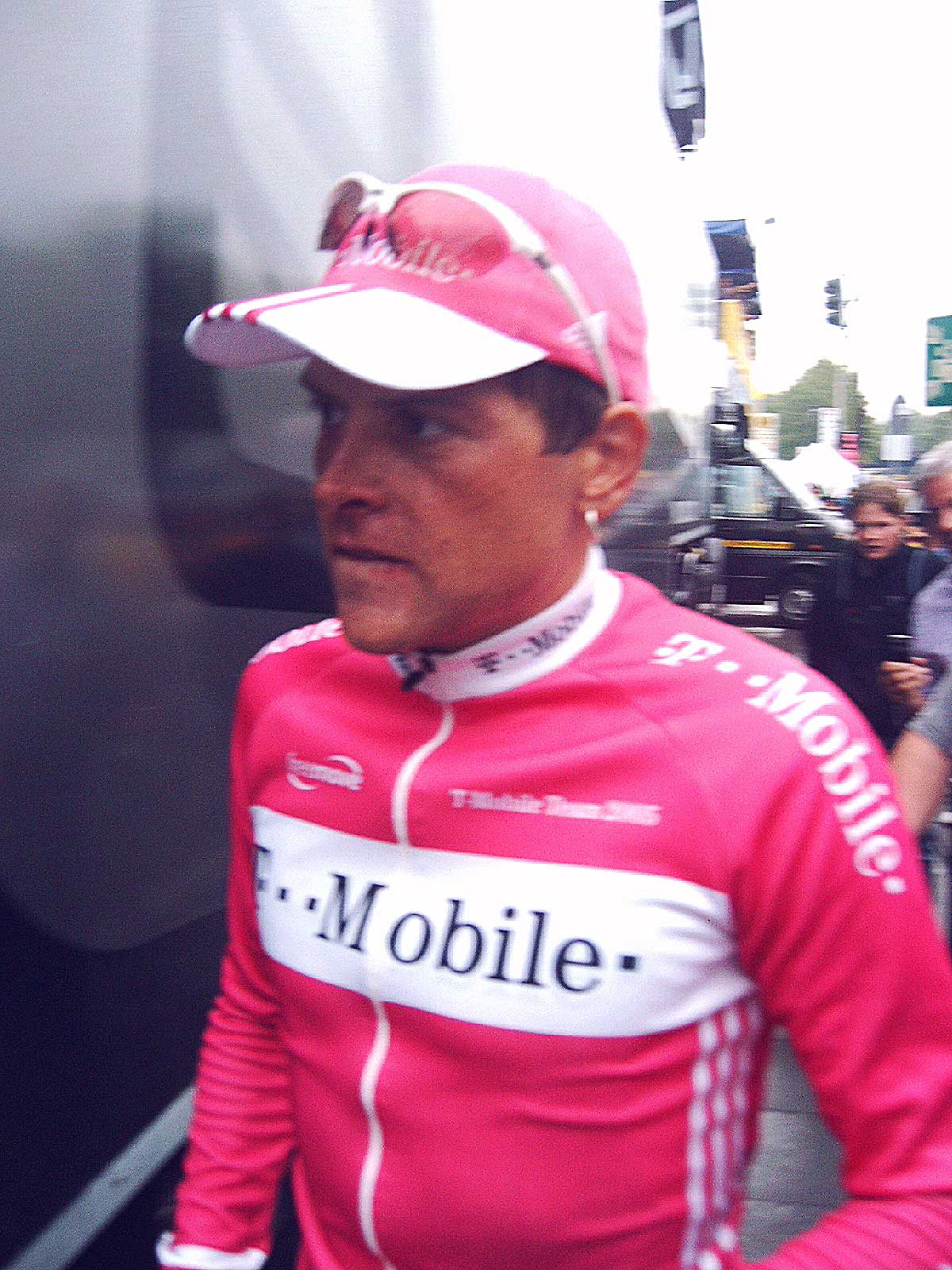
Ullrich nach der Deutschland Tour 2005 in Bonn

Ullrich wurde 2005 Dritter der Tour de Suisse hinter Aitor González Jiménez und Michael Rogers. Diese Platzierung wurde ihm Anfang Februar 2012 vom Internationalen Sportgerichtshof CAS wegen seiner Doping-Affäre aberkannt.
Die Tour de France 2005 war für Ullrich die letzte Gelegenheit, gegen Lance Armstrong anzutreten, da dieser bereits seinen Rücktritt vom Radrennsport angekündigt hatte. Dennoch verfehlte er mit dem dritten Platz in der Gesamtwertung hinter Armstrong und Ivan Basso den Gesamtsieg. Dieser dritte Platz wurde ihm 2012 aberkannt.

### Letzte Saison 2006 und Karriereende
Nach erneuten Knieproblemen stieg Ullrich Ende April bei der Tour de Romandie ins Renngeschehen ein. Danach ging er beim Giro d’Italia an den Start. Er gewann die elfte Etappe, ein Einzelzeitfahren über 50 Kilometer. Wegen Rückenschmerzen gab er die Rundfahrt während der 19. Etappe auf. Als letztes Rennen vor der Tour de France bestritt Ullrich die Tour de Suisse. Im abschließenden Einzelzeitfahren nach Bern konnte er den Spanier Koldo Gil noch auf den zweiten Platz verdrängen und somit seinen zweiten Gesamtsieg nach 2004 erringen. Dieser Sieg wurde wegen Ullrichs Verwicklung in den Doping-Skandal Fuentes im Jahr 2012 durch das CAS annulliert.
Am 26. Juni 2006, fünf Tage vor Beginn der Tour de France 2006, tauchten erneut Gerüchte im Zusammenhang mit der Dopingaffäre um das Liberty-Seguros-Team in den Medien auf, wobei es der spanischen Zeitung El País zufolge Hinweise auf eine mögliche Verstrickung von Ullrich gegeben haben soll. Nachdem die Tour-de-France-Organisation Amaury Sport Organisation (A.S.O.) eine Stellungnahme zu den Vorwürfen vom Team T-Mobile gefordert hatte, kam es zu Gesprächen zwischen der Tour-Organisation A.S.O. und T-Mobile, woraufhin die A.S.O. verlauten ließ, dass es keine triftigen Gründe gebe, die Teilnahme von Ullrich in Frage zu stellen. Am Morgen des 30. Juni wurde nach der nun erfolgten Akteneinsicht Ullrich zusammen mit seinem Betreuer Rudy Pevenage und Teampartner Óscar Sevilla durch die Teamleitung von der Teilnahme an der Tour de France ausgeschlossen. Am 21. Juli wurde Ullrich und Sevilla gekündigt.
Auf einer Pressekonferenz am 26. Februar 2007 gab Ullrich das Ende seiner Laufbahn als aktiver Radprofi bekannt. Fortan wolle er als Berater, Repräsentant und Werbeträger für das österreichische Team Volksbank tätig werden. Das Team Volksbank setzte den Beginn von Ullrichs Tätigkeit jedoch bis auf Weiteres aus, nachdem sich der Dopingverdacht durch die eindeutige Zuordnung der in Spanien sichergestellten Blutkonserven zu Ullrich erhärtet hatte.

## Ullrich und der Dopingskandal Fuentes
Zur Suspendierung kam es aufgrund neuer Indizien im Dopingskandal um Eufemiano Fuentes. Ullrich und Sevilla hatten eine Verstrickung stets bestritten. Die spanische Justiz hatte jedoch Dokumente übergeben, die nach Auskunft der T-Mobile-Leitung ernste Zweifel am Wahrheitsgehalt der Unschuldsbeteuerungen der beiden Fahrer aufkommen ließen. Es gebe aber keine Hinweise, dass es zu einem persönlichen Treffen von Ullrich und Fuentes gekommen sei, so der Kommunikationschef Christian Frommert. Zusätzlich sind laut spanischen Ermittlungsbehörden Indizien für den illegalen Gebrauch von Wachstumshormonen aufgetaucht, die aber genauso wie alle weiteren Vorwürfe bisher weder gerichtlich angeklagt noch sonst offiziell und damit überprüfbar veröffentlicht worden sind.
Die Olaf Ludwig Cycling GmbH als Betreiber der T-Mobile-Mannschaft erklärte am 20. Juli 2006 die außerordentliche Kündigung des Fahrervertrags mit Ullrich, da trotz gegenteiliger Ankündigung ihrer Ansicht nach Ullrich keinen Beweis seiner Unschuld gegenüber seinem Arbeitgeber dargelegt habe. Ullrichs Rechtsbeistand hatte stattdessen auf das Fehlen einer entsprechenden vertraglichen Verpflichtung hingewiesen.
Zu dieser Zeit verkündete Ullrich auf seiner Homepage, dass er seine Karriere fortsetzen und 2007 zur Tour de France erneut antreten wolle. In diesem Zusammenhang äußerte er auch, bei einem Toursieg dann vom aktiven Leistungssport zurücktreten zu wollen. Der Veranstalter der Spanien-Rundfahrt Vuelta schloss Ullrich für 2006 von der Teilnahme aus.
Ullrich akzeptierte Ende August die Kündigung durch T-Mobile. Grund dafür war eine Äußerung seines Managers, die Ullrich die Grundlage für seine finanziellen Forderungen gegen das Team entzog. Sein Manager erklärte, dass Ullrich nicht mehr für T-Mobile fahren werde, selbst wenn die Kündigung zurückgenommen werde, doch Ullrich hätte sich weiter für Renneinsätze anbieten müssen, damit er Anspruch auf Gehalt oder eine Abfindung gehabt hätte.
Im Oktober 2006 trat Ullrich aus dem Schweizer Radsportverband aus, was juristische Folgen in der Schweiz für ihn jedoch nicht verhindern kann. Seine Absicht, darauf in Österreich eine Lizenz zu lösen, beantwortete der Österreichische Radsportverband (ÖRV) allerdings in einer Presseerklärung mit den Worten, der Verband „benötigt keine zusätzlichen Herausforderungen oder Aufgaben im Zusammenhang mit dem Fall Ullrich“, und es habe außerdem „keinerlei Einladungen oder Angebote seitens des ÖRV an Herrn Ullrich gegeben, sich in Österreich um einen Wohnsitz und eine Lizenz zu bewerben“.
Am 3. April 2007 wurde bekannt gegeben, dass die gefundenen Blutkonserven nach einem DNA-Vergleich eindeutig Ullrich zugeordnet werden konnten. Die Bonner Staatsanwaltschaft ermittelte daher gegen Ullrich wegen „Betruges zum Nachteil seines früheren Arbeitgebers“ und gegen seinen Berater Rudy Pevenage wegen „Beihilfe und Verstoßes gegen das Arzneimittelgesetz“. Das Internationale Olympische Komitee (IOK) reagierte auf die Geständnis-Lawine von ehemaligen Radprofis des früheren Team Telekom und berief im Mai 2007 eine Disziplinar-Kommission. Das Gremium unter dem Vorsitz des Schweizers Denis Oswald soll mögliche Doping-Verstöße bei zurückliegenden Olympischen Spielen untersuchen. Damit drohte Ullrich die Aberkennung seiner Goldmedaille von den Spielen 2000 in Sydney.
Am 14. April 2008 stellte die Staatsanwaltschaft Bonn ihre Ermittlungen gegen Ullrich wegen der Betrugsvorwürfe seines ehemaligen Arbeitgebers Team T-Mobile ein. Ullrich müsse eine Zahlung „in sechsstelliger Höhe an gemeinnützige Institutionen und die Staatskasse“ leisten, dafür werde auf eine Klageerhebung verzichtet. Oberstaatsanwalt Fred Apostel sagte: „Unsere Ermittlungen über 21 Monate haben ergeben: Ullrich hat gedopt.“ Nicht zuletzt beruhte die Entscheidung der Staatsanwaltschaft auf Ullrichs subjektiver Einstellung, nichts Unrechtes getan zu haben, da „zu Ullrichs aktiver Zeit eine weithin verbreitete Doping-Mentalität vorherrschte“. Juristisch gilt Ullrich nun als unschuldig im Sinne des Betrugsvorwurfs, die Entscheidung hat aber keine Auswirkung auf weiter laufende zivilrechtliche Verfahren, etwa zwischen Ullrich und dem Molekularbiologen Werner Franke oder zwischen Ullrich und seinem früheren Teammanager Günther Dahms. Ullrich kommentierte die Einstellung auf seiner Homepage: „Die Zahlung ist kein Schuldeingeständnis. […] Ein Geständnis konnte es auch deshalb nicht geben, weil es keinen Betrogenen gibt.“
Im Vorfeld der Tour de France 2008 wiederholte Ullrich erneut, er habe in seiner Karriere „nie jemanden betrogen“. Zudem beklagte Ullrich mangelnde Unterstützung durch den BDR-Präsidenten Rudolf Scharping nach dem Auftauchen des Dopingverdachts.
Nach einem jahrelangen Rechtsstreit um die „spanische Doping-Affäre“ sah Anfang Februar 2012 der Internationale Sportgerichtshof (CAS) Ullrichs Schuld als erwiesen an und verurteilte ihn. Einher ging dies mit einer Annullierung aller Erfolge Ullrichs seit dem 1. Mai 2005, darunter der dritte Platz bei der Tour de France 2005 und der Sieg bei der Tour de Suisse 2006. Einen Antrag des Rad-Weltverbands UCI, Ullrich lebenslang für alle Aktivitäten im Radsport zu sperren, lehnte der CAS ab. Nach dem Urteil räumte Ullrich öffentlich ein, Kontakt zu Fuentes gehabt zu haben, was er bis dahin abgestritten hatte.
Im Juni 2013 räumte Ullrich in einem Interview mit der Zeitschrift Focus erstmals explizit ein, mit Hilfe von Fuentes gedopt zu haben. Er habe keine anderen Dopingmittel als sein eigenes Blut verwendet. Betrugsvorwürfe wies er zurück, da er nichts genommen habe, „was die anderen nicht auch genommen haben.“ „Betrug fängt für mich dann an, wenn ich mir einen Vorteil verschaffe. Dem war nicht so. Ich wollte für Chancengleichheit sorgen.“
Im Jahr 2023 gestand er, in seiner Karriere gedopt zu haben. Er führte aus, es sei ihm nicht darum gegangen, sich einen Vorteil zu verschaffen, sondern den Nachteil auszugleichen, den saubere Sportler im Radsport der Neunzigerjahre gehabt hätten, als Doping im Peloton weitverbreitet war.

## Exklusiv-Vertrag mit der ARD
Wie am 5. September 2006 die Süddeutsche Zeitung berichtete, bestand ein Exklusiv-Vertrag zwischen Ullrich und der ARD. Der Vertrag existierte seit 1999 und hatte Ullrich Gelder für das Auftreten in ARD-Sendungen und das Bereitstehen für Interviews garantiert. Ullrich erhielt zuletzt 195.000 Euro pro Jahr und hätte dies durch weitere Prämien aufstocken können. So hätte es für einen Tour-Etappensieg 20.000 Euro, für den Gesamtsieg sogar 65.000 Euro zusätzlich gegeben.
Aufgrund der Dopingsperre, die aus dem positiven Dopingtest 2002 resultierte, löste die ARD den Vertrag auf, doch bereits zum 1. Januar 2003 wurde ein neuer Kontrakt geschlossen. Dieser wurde wegen Ullrichs Verwicklungen in den Dopingskandal Fuentes zum Jahresende 2006 gekündigt.

## Jan Ullrich im Spiegel der öffentlichen Meinung
Ullrichs Chancen, seine Fähigkeiten und sein Trainingszustand waren in den Jahren seiner aktiven Radsportkarriere regelmäßig Gegenstand lebhafter Diskussionen unter Journalisten, Radsportexperten und Fans. So schrieb beispielsweise der Sportjournalist Oskar Beck: „Kurzzeitig musste ganz Fahrraddeutschland ja befürchten, er würde sich mit diesen Eskapaden – zu viel Torte im Winter, ominöse Pillen in der Disco, umgefahrene Radständer und ähnliche Mißgeschicke – zugrunde richten.“
Ullrich wurde von Kritikern ebenfalls häufig vorgeworfen, nicht über die Härte, den unbedingten Siegeswillen oder die akribische Saisonvorbereitung zu verfügen. So sagte zum Beispiel Eddy Merckx: „Wenn Ullrich in Belgien aufgewachsen wäre, hätte er schon dreimal die Tour gewonnen. Es liegt alles nicht am Körper, sondern am Kopf.“ In diesem Zusammenhang wurde oft auf den mehrfachen Tour-de-France-Gewinner Lance Armstrong verwiesen, bei dem allerdings Jahre später systematisches Doping nachgewiesen wurde und dem seine Siege aberkannt wurden.

## Erfolge (Auswahl)
Nachträglich aberkannte Siege sind getrennt aufgeführt.

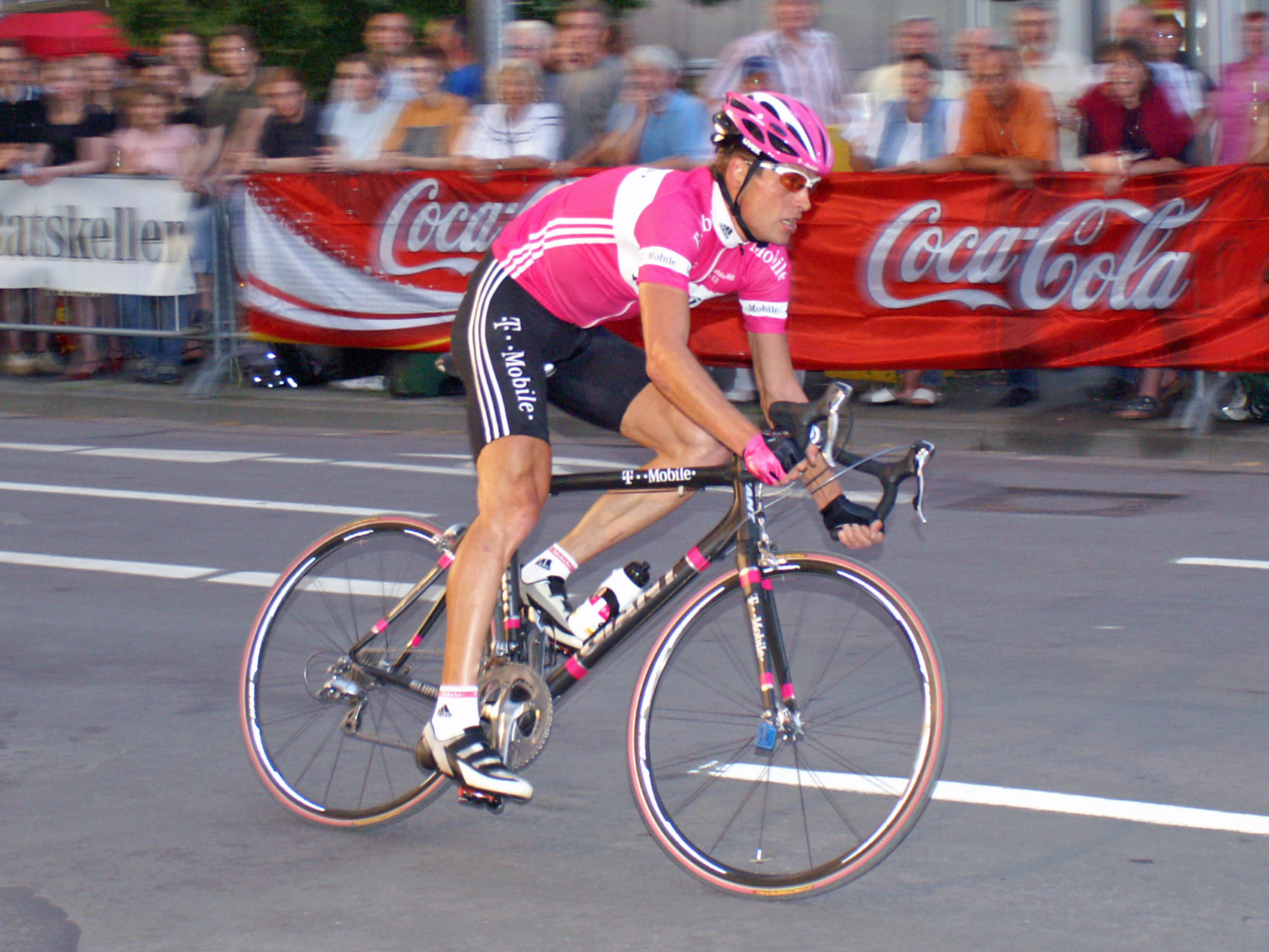
Nacht von Hannover 2005

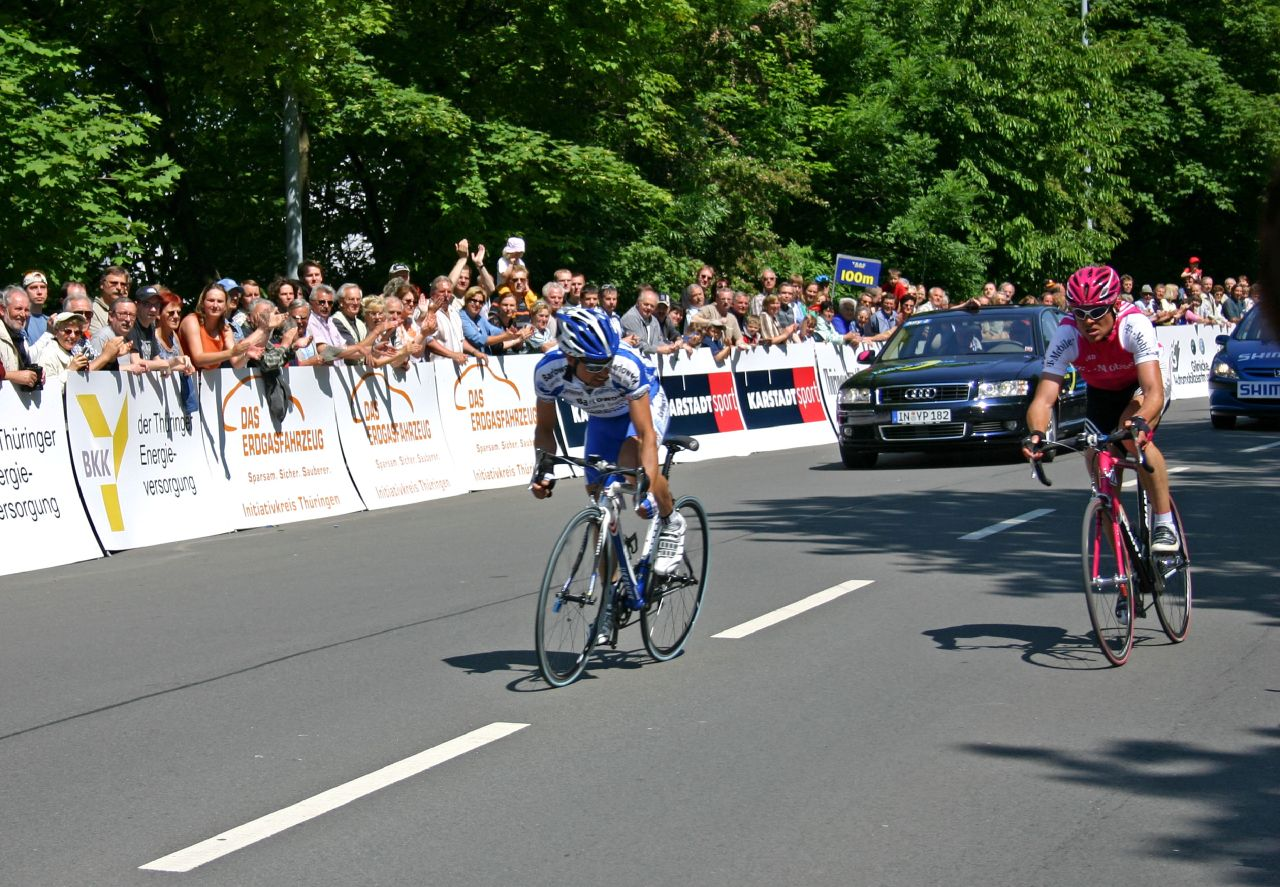
Ullrich (r.) beim Rennen Rund um die Hainleite 2004 in Erfurt

Eintagesrennen
 Olympisches Straßenrennen 2000
 Olympisches Einzelzeitfahren 2000
 Weltmeister – Straßenrennen (Amateure) 1993
 Bronze Straßenradsport-Weltmeisterschaften 1994 – Einzelzeitfahren
 Weltmeister – Einzelzeitfahren 1999 und 2001
 Deutscher Meister – Straßenrennen 1997 und 2001
 Deutscher Meister – Einzelzeitfahren 1995
HEW Cyclassics 1997
Coppa Agostoni 2000
Giro dell’Emilia 2001
Rund um Köln 2003
Coppa Sabatini 2004
Rundfahrten
 Tour de France 1997
 Nachwuchswertung Tour de France 1996, 1997 und 1998
 Vuelta a España 1999
 Tour de Suisse 2004
Etappensiege bei Rundfahrten (Anzahl der Etappen/Jahr)
7 Etappen Tour de France: 1/1996, 2/1997, 3/1998, 1/2003
2 Etappen Vuelta a España: 2/1999
3 Etappen Tour de Suisse: 1/1997, 2/2004
Ehrungen
Deutschlands Sportler des Jahres 1997 (Einzelwertung und Mannschaft des Jahres) und 2003 (Einzelwertung)

## Grand-Tour-Platzierungen
| Grand Tour            | 1995 | 1996 | 1997 | 1998 | 1999 | 2000 | 2001 | 2002 | 2003 | 2004 | 2005 | 2006 |
| --------------------- | ---- | ---- | ---- | ---- | ---- | ---- | ---- | ---- | ---- | ---- | ---- | ---- |
| Giro d’ItaliaGiro     | –    | –    | –    | –    | –    | –    | 52   | –    | –    | –    | –    | DNF  |
| Tour de FranceTour    | –    | 2    | 1    | 2    | –    | 2    | 2    | –    | 2    | 4    | 3    | –    |
| Vuelta a EspañaVuelta | DNF  | –    | –    | –    | 1    | DNF  | –    | –    | –    | –    | –    | –    |

## Vom CAS aberkannte Siege
Rundfahrten
Tour de Suisse 2006
Etappensiege bei Rundfahrten
Giro d’Italia: 2006
Tour de Suisse: 2005, 2006
Deutschland Tour: 2005

## Persönliches
Zu Jan Ullrichs Vertrauten während Teilen seiner Profilaufbahn gehörten neben Trainer Becker und Manager Strohband auch Ullrichs älterer Bruder Stefan als Materialwart und Physiotherapeutin Birgit Krohme. Zudem hatte er ein enges Verhältnis zu Rudy Pevenage, mit dem er von 1995 bis Ende 2006 zusammenarbeitete. Der Belgier wurde 2020 als Ullrichs „ehemaliger Freund, Mentor und Sportlicher Leiter“ bezeichnet.
2002 fuhr Ullrich in Freiburg im Breisgau mit seinem Sportwagen in alkoholisiertem Zustand einen Radständer um und beging anschließend Unfallflucht. Für dieses Vergehen wurde er zu einer Geldstrafe verurteilt.

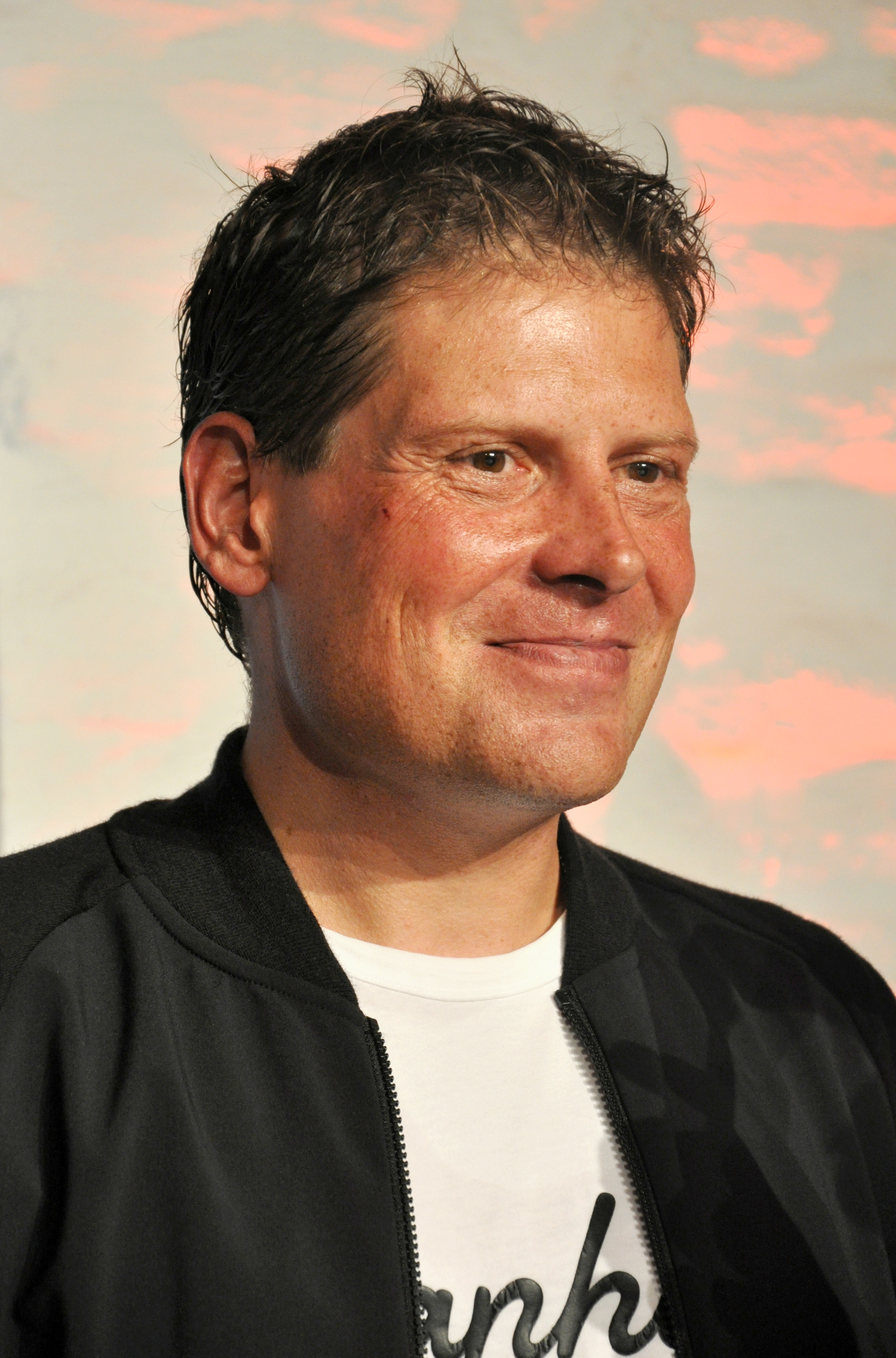
Jan Ullrich (2016)

Jan Ullrich war seit September 2006 mit Sara Steinhauser, der Schwester seines ehemaligen Trainingskollegen Tobias Steinhauser verheiratet. Mit ihr hat Ullrich drei Söhne, mit seiner früheren Lebensgefährtin Gaby Weis eine Tochter.
Im August 2010 erklärte Ullrich, dass er am Burnout-Syndrom erkrankt sei, kurz vor Weihnachten 2010 gab er an, davon wieder genesen zu sein. Ab August 2011 nahm er wieder an Jedermannrennen teil, unter anderem für gemeinnützige Zwecke. In den Jahren 2011 und 2014 beteiligte er sich beispielsweise beim Ötztaler Radmarathon.
Am Abend des 19. Mai 2014 verursachte Ullrich unter Alkoholeinfluss in Mattwil im Schweizer Kanton Thurgau einen schweren Verkehrsunfall mit zwei Verletzten und einem Sachschaden von mehreren zehntausend Schweizer Franken. Unter anderem erklärte Ullrich, er sei „vom Bremspedal abgerutscht.“ Am 14. September 2017 wurde Ullrich wegen des Unfalls vom Bezirksgericht Weinfelden zu 21 Monaten Haft auf Bewährung sowie 10.000 CHF Geldstrafe verurteilt.
Im August 2016 zog Ullrich mit seiner Familie von Scherzingen in der Schweiz nach Establiments im Norden der mallorquinischen Hauptstadt Palma.
Anfang Juni 2018 gab Ullrich die Trennung von seiner Frau Sara bekannt. Sie sei mit den drei gemeinsamen Söhnen wieder zurück nach Deutschland gezogen.
Am 3. August 2018 wurde Jan Ullrich auf Mallorca von der Polizei festgenommen, nachdem er auf dem Grundstück seines Nachbarn, des Schauspielers Til Schweiger, in alkoholisiertem Zustand randaliert und dessen Gäste bedroht haben soll. Ullrich berichtete über seine Probleme mit ADHS. Er kündigte nach dem Vorfall an, sich in Therapie zu begeben, und reiste zu diesem Zweck wenige Tage später nach Deutschland.
Am 9. August 2018 nahm ihn die Polizei im Luxushotel Villa Kennedy in Frankfurt am Main vorläufig fest. Er soll unter Alkohol- und Drogeneinfluss eine Escort-Dame „gewürgt haben, bis ihr schwarz vor Augen wurde“. Nach seiner Freilassung aus dem Polizeigewahrsam wurde er aufgrund eines nicht näher beschriebenen Zwischenfalls vorübergehend in eine psychiatrische Klinik eingewiesen. Danach begab er sich in eine Entzugsklinik. Wegen des Vorfalls erließ das Amtsgericht Frankfurt gegen Ullrich im August 2019 einen Strafbefehl wegen Körperverletzung und versuchter Nötigung in Höhe von 7200 Euro (180 Tagessätze zu 40 Euro), den er akzeptierte. Laut Staatsanwaltschaft hatte das Opfer kein weiteres Interesse an einer Strafverfolgung gezeigt, nachdem Ullrich sich entschuldigt und der Frau eine finanzielle Entschädigung gezahlt hatte.
Am 26. September 2018 erstattete ein Gastronomie-Angestellter gegen Ullrich Strafanzeige wegen Körperverletzung, weil dieser ihm am Hamburger Flughafen mit dem Daumen auf den Kehlkopf gedrückt haben soll. Ein entsprechendes Verfahren der Staatsanwaltschaft Hamburg wurde im Februar 2019 mit Hinblick auf die ihm wegen des Vorfalls in Frankfurt drohende höhere Strafe vorläufig eingestellt.
Im Juli 2019 trat Ullrich mit einem Kommentar zur Tour de France 2019 erstmals nach langer Zeit wieder in Erscheinung. Bereits im Juni war bekannt geworden, dass Ullrich auf dem Weg der Besserung sei. Er ist nach eigener Aussage „clean“. Inzwischen lebt er wieder in Merdingen und hat regelmäßigen Kontakt zu seiner Familie.
Am 24. Oktober 2021 absolvierte Jan Ullrich den Radmarathon Mallorca 312 in einer Zeit von 11 Stunden und 41 Sekunden. Der Rundkurs mit 312 Kilometern weist rund 5500 Höhenmeter auf. Im Dezember des Jahres wurde er in Mexiko in ein Krankenhaus eingeliefert, nach eigenen Angaben wegen einer Thrombose und einer Blutvergiftung. Ein Drogentest zu Beginn seiner Behandlung sei negativ gewesen.
Im Juli 2023 wurden Äußerungen Ullrichs in einem Werbeclip für eine TV-Dokumentation bekannt. Darin erzählt Ullrich über seine Alkohol- und Drogenprobleme. So habe er Kokain „in Massen“ zu sich genommen und Whisky „wie Wasser bis kurz vor Exitus“ getrunken. Außerdem deutete er ein umfassendes Doping-Geständnis an. Seine Aussage, wonach er niemanden betrogen habe, sei falsch gewesen.

## Dokumentationen/Interviews
- Being Jan Ullrich (fünfteilig, ARD) (in der ARD-Mediathek), 2022
- Jan Ullrich. Held auf Zeit. (siebenteilige Podcast-Reihe des NDR), 2022
- Jan Ullrich – Warum hast du nichts gesagt? (Hotel Matze Podcast 1:59:43), 24. November 2023
- Jan Ullrich – Der Gejagte (vierteilig, Amazon Prime Video), 28. November 2023
- Jan Ulrich: Das ist der Mut (Podcast Kurt Krömer – Feelings), 4. Juli 2024